# 당골의 신부
당골의 신부는 대한민국의 웹툰이다. 화수는 동영상 트레일러 포함 수이다. 현재 60.4만 구독 댓글 7,375개이다.
오주, 나은성 작가님의 작품으로 무당에 관한 이야기를 다루고 있다.